# Jaffrey (New Hampshire)
Jaffrey ist eine Town im Cheshire County im US-Bundesstaat New Hampshire. Sie hatte im Jahr 2020 5320 Einwohner.

## Geografie
Das Stadtgebiet ist 103,7 km² groß. Jaffrey liegt im Südosten des Cheshire County. Innerhalb des County angrenzende Städte sind Dublin im Norden, Troy und Marlborough im Westen sowie Rindge im Süden. Im Osten grenzen die zum Hillsborough County gehörenden Städte Peterborough und Sharon an.
Größere Gewässer im Stadtgebiet sind der Thorndike Pond im Norden und der Contoocook Lake an der südlichen Grenze des Stadtgebiets. Die höchste Erhebung von Jaffrey ist der Mount Monadnock, ein Berg von 965 Meter Höhe über dem Meeresspiegel; er liegt im nordwestlichen Teil des Stadtgebietes.

## Geschichte und Sonstiges
Die Stadt existierte bereits Jahrzehnte vor ihrer eigentlichen Gründung unter den Namen „Rowley-Canada“ und „Monadnock No. 2“. 1773 wurde sie durch den Gouverneur John Wentworth offiziell zur Stadt ernannt und nach einer Person namens George Jaffrey benannt.
Ab den 1840er Jahren wurde das Gebiet zunehmend attraktiv für Touristen; es bot vor allem Möglichkeiten zum Wandern und Bergwandern. So wurde etwa der Mount Monadnock von Schriftstellern wie Ralph Waldo Emerson, Henry David Thoreau und Rudyard Kipling bestiegen. Emerson widmete seinem Erlebnis am Mount Monadnock 1845 das Gedicht Monadnoc.
Die Handlung der von Elizabeth Yates 1950 geschriebenen Biografie Amos Fortune, Free Man spielt in Jaffrey.
Zusammen mit der angrenzenden Stadt Rindge gehört Jaffrey zum Schulverbund Jaffrey-Rindge Cooperative School District, der auch kurz „SAU 47“ genannt wird.